# جایزه بزرگ هلند ۱۹۶۲
جایزه بزرگ هلند ۱۹۶۲ (انگلیسی: ‎1962 Dutch Grand Prix‎) یک مسابقهٔ موتوری در رشتهٔ اتومبیل‌رانی فرمول یک بود که در تاریخ ۲۰ مهٔ ۱۹۶۲ در پیست زاندفورت واقع در زاندفورت، هلند برگزار شد. این گراند پری در میان ۹ گراند پری در فصل ۱۹۶۲، مسابقهٔ شمارهٔ ۱ بود.
در این مسابقه که در ۸۰ دور و به مسافت ۳۳۵٫۴۴۰ کیلومتر (۲۰۸٫۴۳۳ مایل) برگزار شد، پول پوزیشن توسط جان سرتیز کسب شد و سریع‌ترین زمان برای طی یک دور پیست که برابر با ۱:۳۴٫۴ بود نیز توسط بروس مک‌لارن به ثبت رسید.
گراهام هیل از تیم بی‌آرام، تروور تیلور از تیم لوتوس-کلیمکس و فیل هیل از تیم فراری به‌ترتیب مقام‌های اول تا سوم مسابقه را کسب کردند.

## رده‌بندی قهرمانی پس از مسابقه
| جایگاه | راننده          | امتیاز |
| ------ | --------------- | ------ |
| ۱      | گراهام هیل      | ۹      |
| ۲      | تروور تیلور     | ۶      |
| ۳      | فیل هیل         | ۴      |
| ۴      | جیانکارلو باگتی | ۳      |
| ۵      | تونی مگز        | ۲      |
| منبع:  |                 |        |

| جایگاه | سازنده       | امتیاز |
| ------ | ------------ | ------ |
| ۱      | بی‌آرام       | ۹      |
| ۲      | لوتوس-کلیمکس | ۶      |
| ۳      | فراری        | ۴      |
| ۴      | کوپر-کلیمکس  | ۲      |
| ۵      | پورشه        | ۱      |
| منبع:  |              |        |

یادداشت
- تنها پنج جایگاه نخست از هر رده‌بندی نمایش داده شده‌است.